# Musaceae
Musaceae су породица монокотиледоних биљака у коју спадају и банане. Musaceae обухвата три рода: